# Rio Cenischia
O rio Cenischia ou rio Cenise (em francês:  Cenise, em italiano:  Cenischia) é um rio do departamento da Saboia em França e da província de Turim na Itália. Drena para o rio Pó, ou seja, as suas águas chegarão à Planície Padana. Nasce perto do Passo do Monte Cenis a c. de 3171 m de altitude e converge no Rio Dora Riparia.